# 僕と幽霊が家族になった件
『僕と幽霊が家族になった件』（ぼくとゆうれいがかぞくになったけん、原題:《關於我和鬼變成家人的那件事》、英題: Marry My Dead Body）は、2023年台湾の映画。
「冥婚」と「同性婚」を題材にしたコメディ・アクション・サスペンス・ブロマンス・ヒューマンドラマ。
台湾で大ヒットし、台湾映画として年間1位・歴代7位の興行収入を達成した。

## あらすじ
舞台は台北。異性愛者の独身刑事ウー・ミンハンは、道端で赤い封筒を拾ったことで、ゲイの青年の幽霊マオマオと「冥婚」することになってしまう。
当初は反発しあう二人だったが、 マオマオの死の裏側に凶悪事件があることが判明、協力して捜査することになる。しかし事態は予想外の展開を迎える。

## 登場人物・キャスト
日本語吹替は無い。

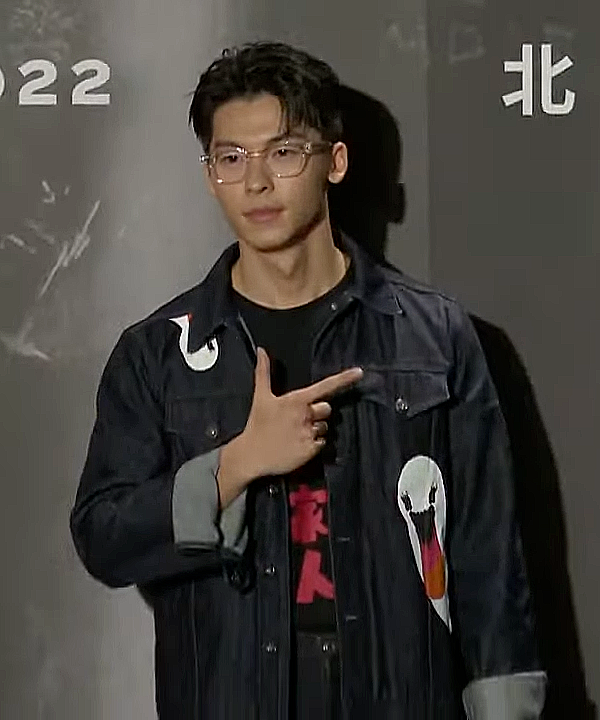
許光漢。2022年11月、本作の先行上映にて。

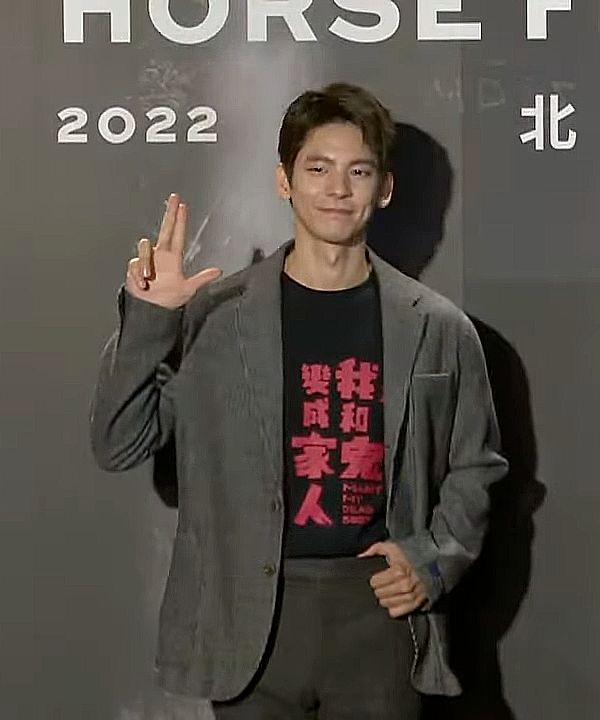
林柏宏

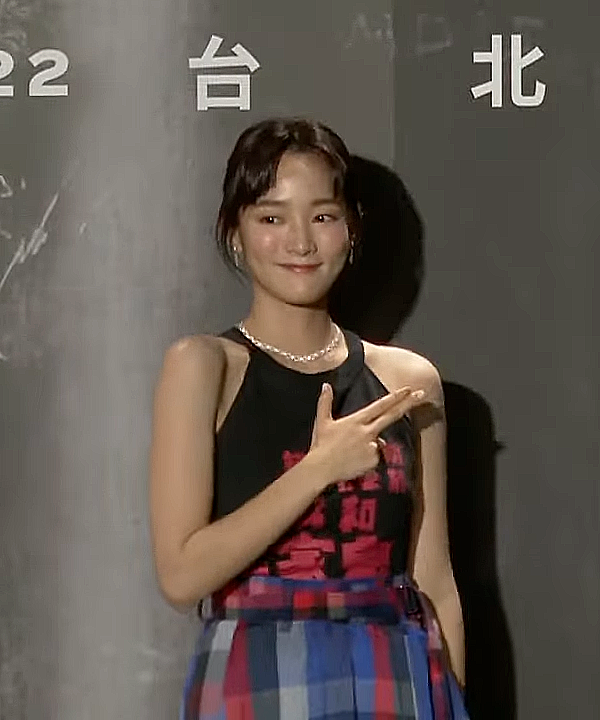
王浄

- 呉明翰（ウー・ミンハン） / 許光漢（シュー・グァンハン）[2]

主人公。失敗続きで交番勤務になった男性刑事。異性愛者。ゲイに偏見を抱いている。
- 毛邦羽（マオ・バンユー）/ 林柏宏（中国語版）（リン・ボーホン）[2]

愛称は「マオマオ」。台湾大学の大学院生。リベラルなオープンリーゲイ。死因はひき逃げ事故。幽霊となってからはミンハンにだけ姿が見える。口癖は「ウソでしょ（不敢相信）」。
- 林子晴（リン・ズーチン） / 王浄（中国語版）（ワン・ジン）[2]

ミンハンの同僚の女性刑事。周りから「職場の花」扱いされている。
- マオマオの祖母 / 王満嬌（中国語版）

マオマオの同性愛を支持しており、道端に赤い封筒を置き、拾う男性が現れるのを待っていた。
- マオマオの父 / 庹宗華（中国語版）

マオマオの同性愛を支持せず、死の直前にケンカしていた。
- 陳家豪（チェン・ジアハオ） / 炎亞綸[2]

マオマオの生前の恋人。
- 林孝遠（リン・シャオユエン）/ 蔡振南（中国語版）

マフィアのボス。
- 張永康（チャン・ヨンカン） / 馬念先（中国語版）[2]

ミンハンの上司。
- ミンハンの後輩 / 陳彦佐（中国語版）
- ジアハオの現在の恋人 / 李至正（中国語版）
- 道士 / 鄭志偉（中国語版）
- 路上でミンハンを追いかける警察官 / 劉冠廷（中国語版）[2]

## 製作・公開
台湾における同性婚は、2019年に合法化されており、本作もそれを踏まえている。
本作は、2018年に開催された企画公募コンペティション「野草計畫」に応募された短編作品を原案とする。製作の過程で、LGBTQ+の当事者団体への相談も行われた。本作のテーマの一つが「価値観の対立」であるため、古い価値観やステレオタイプの描写もあえて取り入れられた。
監督の程偉豪（チェン・ウェイハオ）は、キャリア初期に短編コメディを手掛けた後、『紅い服の少女』（2015年）、『目撃者 闇の中の瞳』（2017年）、『The Soul 繋がれる魂』（2021年）など、長編ホラーやサスペンスでヒットメーカーとなった。本作は初の長編コメディとなる。
2022年11月、第59回金馬奨のクロージング作品として先行上映した後、2023年2月10日、春節に合わせて台湾で公開。その後、香港・韓国・東南アジアでも公開。日本では2023年8月2日から公開。2023年8月10日からは、Netflixで全世界に配信している。

## 反響
台湾で大ヒットし、台湾映画として年間1位・歴代7位の興行収入を達成した。
第60回金馬奨最優秀脚本賞受賞など、複数の受賞・ノミネートがある。
台湾文化部により、第96回米アカデミー賞国際長編映画賞台湾代表作品にも選ばれたが、ノミネートはしなかった。
タイ映画でのリメイクが決定している。

## スピンオフドラマ『正港署』
2024年8月22日から、Netflixでスピンオフドラマ『正港署』（原題: 正港分局）が配信されている。こちらには日本語吹替がある。
日本語吹替
- ウー・ミンハン - 鈴木崚汰 [9][10]
- リン・ズーチン - 北原沙弥香 [9]
- チャン・ヨンカン - 橋本しんめい [9]
- シュー・シュイユエン - 中野泰佑 [9]

ほか。